# ヌマエビ
ヌマエビ（沼蝦、学名: Paratya compressa ）は、十脚目ヌマエビ科に分類されるエビの一種。主に西日本と南西諸島の河川に生息する淡水生のエビである。日本では同属種ヌカエビ P. improvisaとの間で分類の混乱があったが、本種は「ヌマエビ小卵型」「ヌマエビ南部群」「ヌマエビB型」等と呼ばれていたものに該当する。

## 特徴
成体は体長40 mmに達し、メスの方がオスより大きい。複眼後方に「眼上棘」（がんじょうきょく）、歩脚の全てに外肢がある。第1・第2胸脚は鋏脚で、鋏の先は剛毛に覆われる。額角には上縁に16-31個（通常19-22）、下縁に1-5個（通常2-3）の鋸歯状の棘がある。このうち上縁の1-4棘は複眼より後ろの頭胸甲上にある。体色はメスでは透明な褐色で、背中の中央に黄褐色の縦線があり、これが腹節後縁で横に枝分かれする。体側には黒褐色の斑紋と黄白色の小斑点がある。
北海道（移入）・新潟、千葉県以西の本州・四国・九州・沖縄諸島以北の琉球列島に分布する。また朝鮮半島南部の報告も本種と推定されている。なお本州では同属種のヌカエビと分布が重複する。
温暖な海域に流入する河川に生息し、上流から河口域まで見られる。大雨等による増水で流されたものは河口干潟でも見つかる。和名に「沼」とあるが、生息域は河川が主であり、湖沼での生息は川・海と連続したものに限られる。
産卵期は3-10月（盛期7-8月）で、メスはこの繁殖期のうちに何度か産卵する。卵は長径0.45 mm・短径0.25 mmの楕円形で、一度の産卵数は1000-5000個に達する。卵から孵化したゾエア幼生は海に流されて海で成長し、稚エビに変態して川を遡る。日本産ヌマエビ属3種の中で両側回遊をするのは本種のみである。ヌカエビやオガサワラヌマエビ P. boninensisは卵が大きく陸封種なので、この点でも区別できる。なお南西諸島産のヌマエビは日本本土産より卵径がやや大きく、本土産ヌマエビと本州産ヌカエビの中間ほどになることが報告されている。
日本における類似種はヌカエビ、ヒメヌマエビ属 Caridina、カワリヌマエビ属 Neocaridinaなどがいる。このうちヒメヌマエビ属とカワリヌマエビ属は眼上棘と外肢が無いので区別できる。ヌカエビは同属種だが、小型であること、額角の鋸歯が少ないこと、複眼より後ろには鋸歯が無いか2個以内であること、淡水域のみで繁殖が可能なこと、本州中部以北の固有種であること、抱卵メスの卵が大きく産卵数も少ないことで区別できる。

## 人との関わり
他のヌマエビ類と同様にアクアリウムにおける飼育対象、あるいは釣り餌に利用されるが、アクアリウム用に流通・販売される際は似たような形態・生態をもつミゾレヌマエビ Caridina leucostictaと混同され易い。
東北地方の岩手県や宮城県では茹でたり炒ったりしたヌマエビを用いた餅料理「えびもち」が食べられている。
農薬による死滅、河川改修等による河川環境の変化が脅威となり、地方によっては絶滅危惧種となっている。各府県のレッドリストでは千葉県で絶滅危惧II類(VU)、滋賀県と京都府で準絶滅危惧(NT)、岡山県で「留意」として掲載されている。

### 分類の混乱
かつて日本産のヌマエビは、大卵型の「ヌマエビ北部・中部個体群 P. compressa compressa」、小卵型の「ヌマエビ南部個体群 P. c. compressa」、大卵型の「ヌカエビ P. compressa improvisa」の1種2亜種3グループとされていた。池田実らの研究(1999)によって、ヌマエビ大卵型とヌカエビは同一種「ヌカエビ P. improvisa」にまとめられ、ヌマエビ小卵型が「ヌマエビ P. compressa」として扱われることになった。ヌマエビのタイプ産地は不明だが、タイプ標本の抱卵個体が多数の卵を抱卵しており、小卵多産に合致すると見做された。また2005年には、小笠原諸島において新種のオガサワラヌマエビ P. boninensis Satake et Cai, 2005 が発見された。